# ВЕС Вікінгер
ВЕС Вікінгер (нім. Offshore-Windpark Wikinger)— німецька офшорна вітроелектростанція, введення якої в експлуатацію очікується у 2017 році. Місце для ВЕС обрали в Балтійському морі за 34 км на північний схід від острова Рюген (між ним і данським островом Борнгольм).
У 2014 році на місці майбутньої ВЕС провели тестові пальні роботи, а через два роки тут розпочали спорудження фундаментів. Плавучий кран Taklift 4 встановлював ґратчасті опорні основи («джекети»), а морське будівельне судно Giant 7 закріплювало кожну з них на дні за допомогою чотирьох паль. Монтаж власне вітрових агрегатів здійснювало спеціалізоване судно Brave Tern.
Продукція турбін спершу надходитиме на офшорну трансформаторну підстанцію з власним ім'ям Andalusia, яка підійматиме напругу до 220 кВ. Її ґратчасту опорну основу вагою 2400 тон встановив плавучий кран Oleg Strashnov, а закріпило шістьма палями довжиною по 50 метрів згадане вище Giant 7. Далі на основу змонтували доставлену на баржі з Кадісу (за 4700 км) надбудову з обладнанням («топсайд») із двох частин, які разом важать 4800 тон. Після завантаження трансформаторів загальна вага конструкції досягла 8500 тон. На верхній палубі «топсайду» розташований власний кран та майданчик для гелікоптерів. Для будівництва підстанції також залучили самопідіймальне судно GMS Endeavour, яке забезпечувало проживання персоналу та виконання допоміжних операцій. Влітку 2017-го з подібною метою законтрактували інше самопідіймальне судно Seajacks Kraken. 
Від підстанції судно Cable Enterprise проклало два головні експортні кабелі («система 281» та «система 282»), які мають довжину по 90 км та виходять на суходіл біля міста Любмін. На мілководній ділянці (перші 39 км від узбережжя) облаштування цих ліній здійснювало судно BoDo Constructor. Крім того, в межах системи Ostwind 1 підстанція ВЕС Вікінгер буде з'єднана коротким кабелем («система 265») з сусідньою ВЕС Аркона, яка в свою чергу матиме головний експортний кабель до того ж Любміна.
ВЕС складається із 70 вітрових турбін Areva M5000-135 одиничною потужністю 5 МВт та діаметром ротора 135 метрів. Вони розміщені на площі 34 км2 в районі з глибинами моря від 37 до 43 метрів.
Проект вартістю 1,4 млрд євро реалізувала іспанська компанія Iberdrola.